# Hepadnaviridae
Ordre
Famille
Genres de rang inférieur
- Orthohepadnavirus
- Avihepadnavirus

La famille des hépadnavirus (Hepadnaviridae) regroupe les virus dont le génome est constitué d'ADN double brin, qui possèdent une activité de rétrotranscription et qui causent des infections du foie chez l’Homme et les animaux. Leur organisation génétique est commune, ainsi que leur cycle réplicatif. Ils sont responsables de certaines hépatites chez l'Homme et chez certains animaux. Chaque virus a un hôte spécifique, mais peut infecter des animaux phylogénétiquement proches. Par exemple, le VHB peut infecter certains primates.
La transmission se fait par voie percutanée (sang et dérivés, salive, sperme et sécrétions vaginales), ils se multiplient dans les cellules hépatiques.

## Virus de l'hépatite B (VHB)
Le virus de l’hépatite B appartient au groupe taxonomique VII du règne des Virus, à la famille des Hepadnaviridae et au genre des Orthohepadnavirus. Il provoque, chez l'homme, l'hépatite virale B.

## Virus de l'hépatite de la marmotte (WHV)
Le sigle WHV correspond à la dénomination anglophone : Woodchuck Hepatitis Virus.

## Virus de l'hépatite de l'écureuil (GSHV)
Le sigle GSHV correspond à la dénomination anglophone : Ground Squirrel Hepatitis Virus.

## Virus de l'hépatite du canard de Pékin (DHBV)
Le sigle DHBV correspond à la dénomination anglophone : Duck Hepatitis B Virus.

## Virus de l'hépatite du héron (HHBV)
Le sigle HHBV correspond à la dénomination anglophone : Heron Hepatitis B Virus.